# 37 هـ
37 هـ هي سنة في التقويم الهجري امتدت مقابلةً في التقويم الميلادي بين سنتي 657 و658.

## أحداث
- موقعة صفين

## مواليد
- الأعرج

## وفيات
- أبو أمامة سهل بن حنيف
- أبي بن قيس النخعي
- أويس القرني المرادي
- ذو الكلاع الحميري
- عبد الله بن بديل
- محمد بن جعفر بن أبي طالب
- هاشم بن عتبة
- خباب بن الأرت
- خزيمة بن ثابت
- عبيد الله بن عمر بن الخطاب
- عمار بن ياسر